# Przedświt (dwutygodnik)
Przedświt: dwutygodnik dla kobiet – czasopismo dla kobiet wydawane we Lwowie w latach 1893–1897 przez Janinę Sedlaczkównę. Jako dwutygodnik pismo ukazywało się 5. i 20. każdego miesiąca.

## Historia
Pierwszy numer „Przedświtu” opublikowano 5 stycznia 1893 r. Na początku pismo było wydawane przez Bolesława Eulenfelda. Z początku redakcją zajmowała się Janina Sedlaczkówna, a od 1893 r. przejęła ona funkcje wydawczyni. Jak informowało czasopismo, założycielką miała być Emilia Sczaniecka ówczesna znana działaczka patriotyczna.

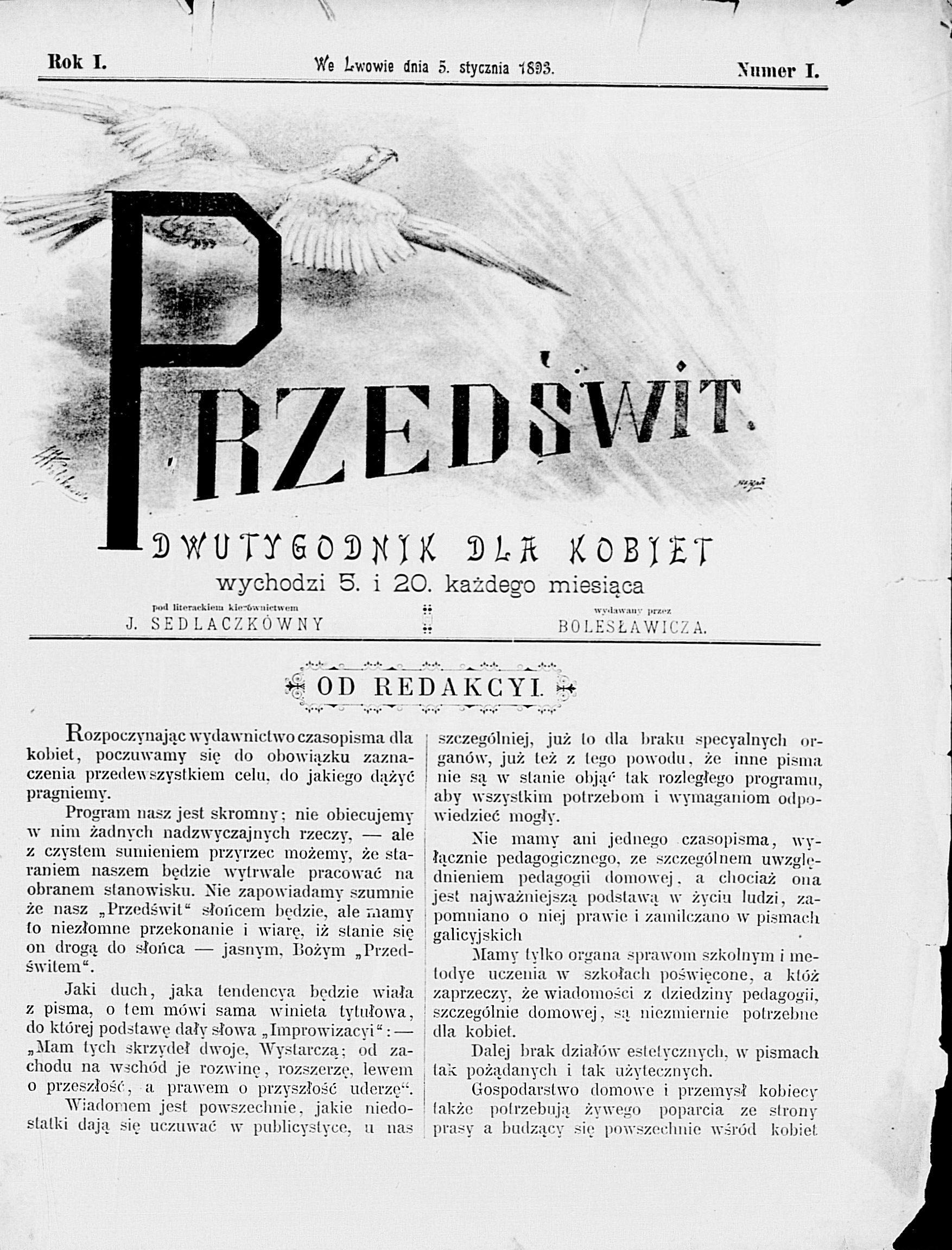
Pierwszy numer „Przedświtu: dwutygodnika dla kobiet” 1893

Program pisma skupiał się na tematyce poświęconej pedagogice (zwłaszcza pedagogice domowej), gospodarstwu domowemu, przemysłowi kobiecemu oraz higienie wraz z praktycznymi wskazówkami. Na łamach pisma zamieszczano utwory literackie, artykuły dotyczące literatury, sztuki, teatru, pedagogiki, historii, nauki czy stowarzyszeń kobiecych, gospodarstwa domowego, a także publikowano porady, życiorysy, korespondencje oraz nekrologii. Jednak w zawartości pisma na pierwszy plan wysuwały się treści patriotyczne i emancypacyjne.
„Przedświt” był pierwszym periodykiem na terenie Galicji zajmującym się kwestią równouprawnienia kobiet, propagując hasła emancypacyjne. Szczególnie poruszano problem wychowania i kształcenia kobiet. Apelowano o możliwość studiowania kobiet na uczelniach wyższych oraz zmianę systemu kształcenia. Dwutygodnik zamieszczał informacje dotyczące stowarzyszeń kobiecych oraz praw kobiet za granicą. Popierano także aktywność zawodową kobiet wraz z rozwojem nowych miejsc pracy dotychczas obejmowanych wyłącznie przez mężczyzn. W czasopiśmie drukowano takie artykuły jak: „Sprawa wyższego kształcenia kobiet w Galicji”, „Kwestia kobieca za granicą”, „Czytelnia dla kobiet”, „Koło pań”, „Głos Polek ze Lwowa”, „Petycja kobiet do sejmu” oraz „Szkoły rzemieślnicze dla kobiet”. Treści te były łączone z wątkami patriotycznymi. Pisano o obchodach narodowych, ważnych datach i wydarzeniach oraz znanych postaciach historycznych. Jak oznajmiano w jednym z numerów:
„Nic nie przysporzy krajowi tyle szczęścia, nie zapewni mu prędzej bytu politycznego w przyszłości, jak ogół kobiet wykształconych, światłych, rozsądnych, miłujących Polskę, gorąco pracujących dla niej z całem przeświadczeniem o użyteczności swej pracy dla żniwa społecznego”.
Przez cały okres wydawniczy pismo mierzyło się z brakiem funduszy. O problemach finansowych informowano także na jego łamach. W 1896 r. zmieniono tytuł periodyku na „Przedświt: dwutygodnik poświęcony nauce, literaturze i sztuce” rezygnując z adresowania go przede wszystkim do kobiet. Jednak i to nie pomogło w ożywieniu pisma. Do powolnego upadku czasopisma przyczyniła się coraz mniejsza liczba czytelników oraz pojawienie się we Lwowie w 1895 r. innego emancypacyjnego czasopisma „Ster”. Ostatni numer ukazał się w 1897 r., a dwa lata po zawieszeniu pisma, w 1899 r. zmarła w wieku 31 lat jego twórczyni Janina Sedlaczkówna.